# Silurana
Silurana é um género de anfíbios da família Pipidae. Está distribuída pela parte ocidental da África tropical.

## Espécies
- Silurana epitropicalis (Fischberg, Colombelli, and Picard, 1982)
- Silurana tropicalis Gray, 1864